# FDP. Liberalerna

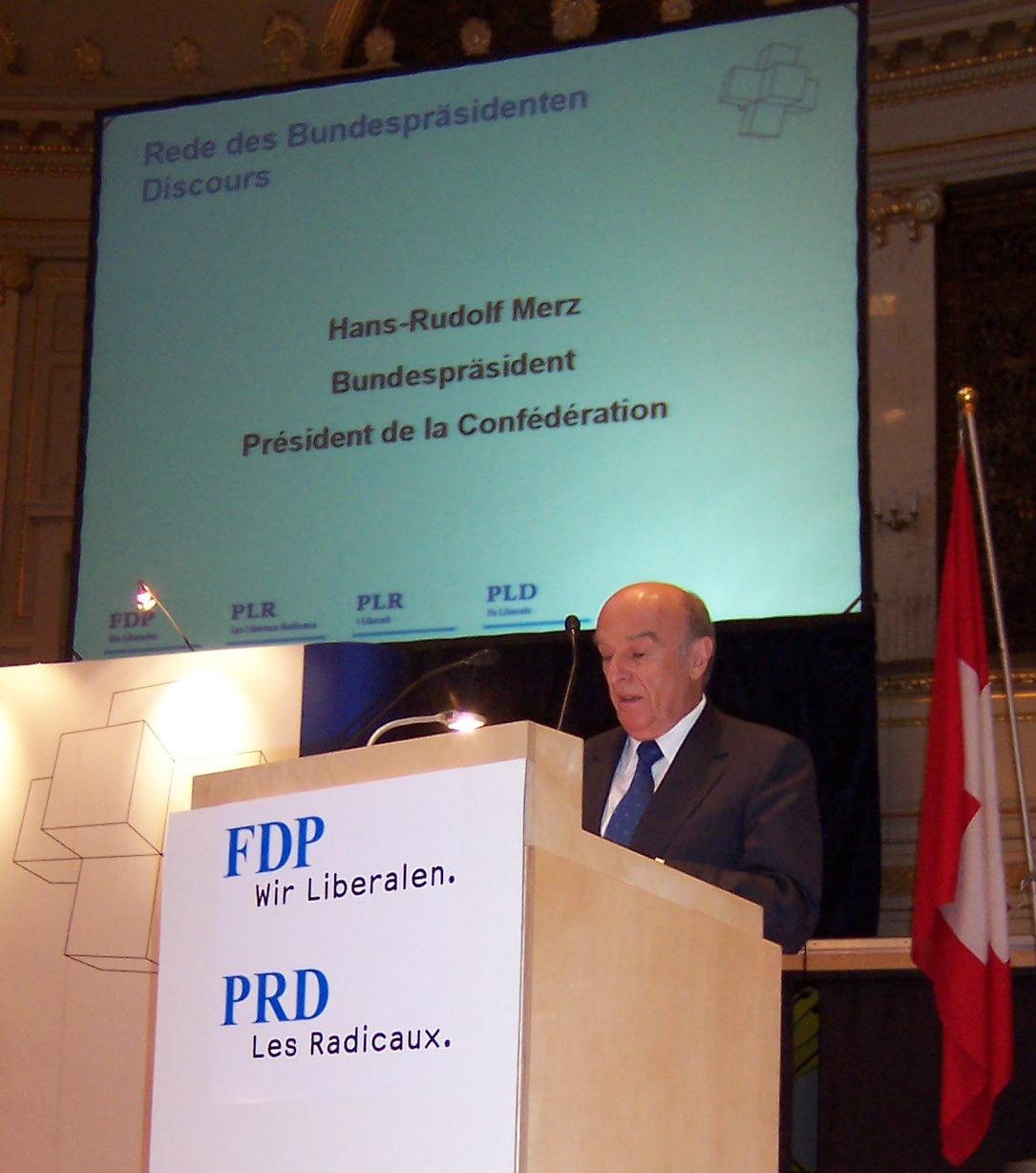
Schweiz dåvarande förbundspresident Hans-Rudolf Merz (FDP) talar på partiets första kongress.

FDP. Liberalerna (FDP. Die Liberalen / PLR. Les Libéraux-Radicaux / PLR. I Liberali / PLD. Ils Liberals) är ett politiskt parti i Schweiz, som uppstod den 28 februari 2009 efter att Frisinnade demokratiska partiet (FDP) gått samman med Liberala partiet (Liberalen Partei der Schweiz (LPS)).
Partiets förste ordförande var nationalrådet Fulvio Pelli från Ticino, som dessförinnan var partiledare för de frisinnade. Sedan 2021 är nationalrådet Thierry Burkart från Aargau partiordförande.
Partiet är medlem i Alliansen liberaler och demokrater för Europa och Liberala Internationalen.